# Listă de artiști contemporani
Lista cuprinde artiști care creează artă contemporană, adică cei al căror vârf de activitate poate fi situat undeva între anii 1970 (apariția postmodernismului ) și prezent. Artiștii din această listă îndeplinesc următoarele criterii:
- persoana este considerată o figură importantă sau este citată pe scară largă de colegii sau succesorii săi.
- persoana este cunoscută pentru faptul că a inventat un concept, o teorie sau o tehnică nouă și semnificativă.
- persoana a creat sau a jucat un rol major în crearea unei opere semnificative sau recunoscute sau a unui corpus colectiv de opere, care a făcut obiectul unei cărți independente sau al unui film de lung metraj sau al mai multor articole sau recenzii periodice independente.
- opera persoanei respective îndeplinește cel puțin unul dintre aceste criterii:
  - a devenit un monument semnificativ;
  - a fost o parte substanțială a unei expoziții importante;
  - a câștigat o atenție critică semnificativă;
  - este reprezentată în colecțiile permanente ale mai multor galerii sau muzee notabile sau a avut lucrări în multe biblioteci importante.

## A
- Marina Abramović (n. 1946), artist de acțiune
- Art & Language, colaborare de artă conceptuală
- Frank Auerbach (1931–2024), pictor

## B
- Balthus (1908–2001), pictor
- Banksy (n. 1974), artist de graffiti
- Georg Baselitz (n. 1938), pictor
- Jean-Michel Basquiat (1960–1988), pictor
- Fernando Botero (1932–2023), pictor

## C
- Vija Celmins (n. 1938), pictor

## D
- Peter Doig (n. 1959), pictor

## F
- Lucian Freud (1922–2011), pictor

## G
- Adrian Ghenie (n. 1977), pictor
- Nan Goldin (n. 1953), fotograf
- Genco Gulan (n. 1969), sculptor și artist de acțiune
- Andreas Gursky (n. 1955), fotograf

## H
- Hans Haacke (n. 1936), artist conceptualist
- Keith Haring (1958–1990), pictor și artist de graffiti
- David Hockney (n. 1937), pictor

## I
- Jörg Immendorff (1945–2007), pictor

## J
- Jasper Johns (n. 1930), pictor și litograf

## K
- Anish Kapoor (n. 1954), sculptor
- Anselm Kiefer (n. 1945), pictor
- Martin Kippenberger (1953–1997), artist conceptualist și artist vizual al artei instalației
- Jeff Koons (n. 1955), artist conceptualist

## L
- Robert Longo (n. 1953), pictor și sculptor

## M
- Takashi Murakami (n. 1962), sculptor și pictor

## N
- Odd Nerdrum (n. 1944), pictor

## O
- Albert Oehlen (n. 1954), pictor
- Georgia O'Keeffe (1887–1986), pictor
- Yoko Ono (n. 1933), muzician și artist conceptualist

## P
- Nam June Paik (1932–2006), artist video
- Niki de Saint Phalle (1930–2002), sculptor
- Sigmar Polke (1941–2010), pictor și fotograf

## R
- Neo Rauch (n. 1960), pictor
- Robert Rauschenberg (1925–2008), pictor, colajist, litograf și neo-dadaist
- Gerhard Richter (n. 1932), pictor
- James Rosenquist (1933–2017), pictor
- Dieter Roth (1930–1998), creator de opere de artă sub forma unei cărți, sculptor și artist vizual al artei instalației

## S
- Chéri Samba (n. 1956), pictor
- Julian Schnabel (n. 1951), pictor, sculptor și cineast
- Thomas Struth (n. 1954), fotograf

## V
- Wolf Vostell (1932–1998), artist multimedia

## W
- Andy Warhol (1928–1987), artist pop art
- Ai Weiwei (n. 1957), artist conceptualist